# Littérature néerlandaise

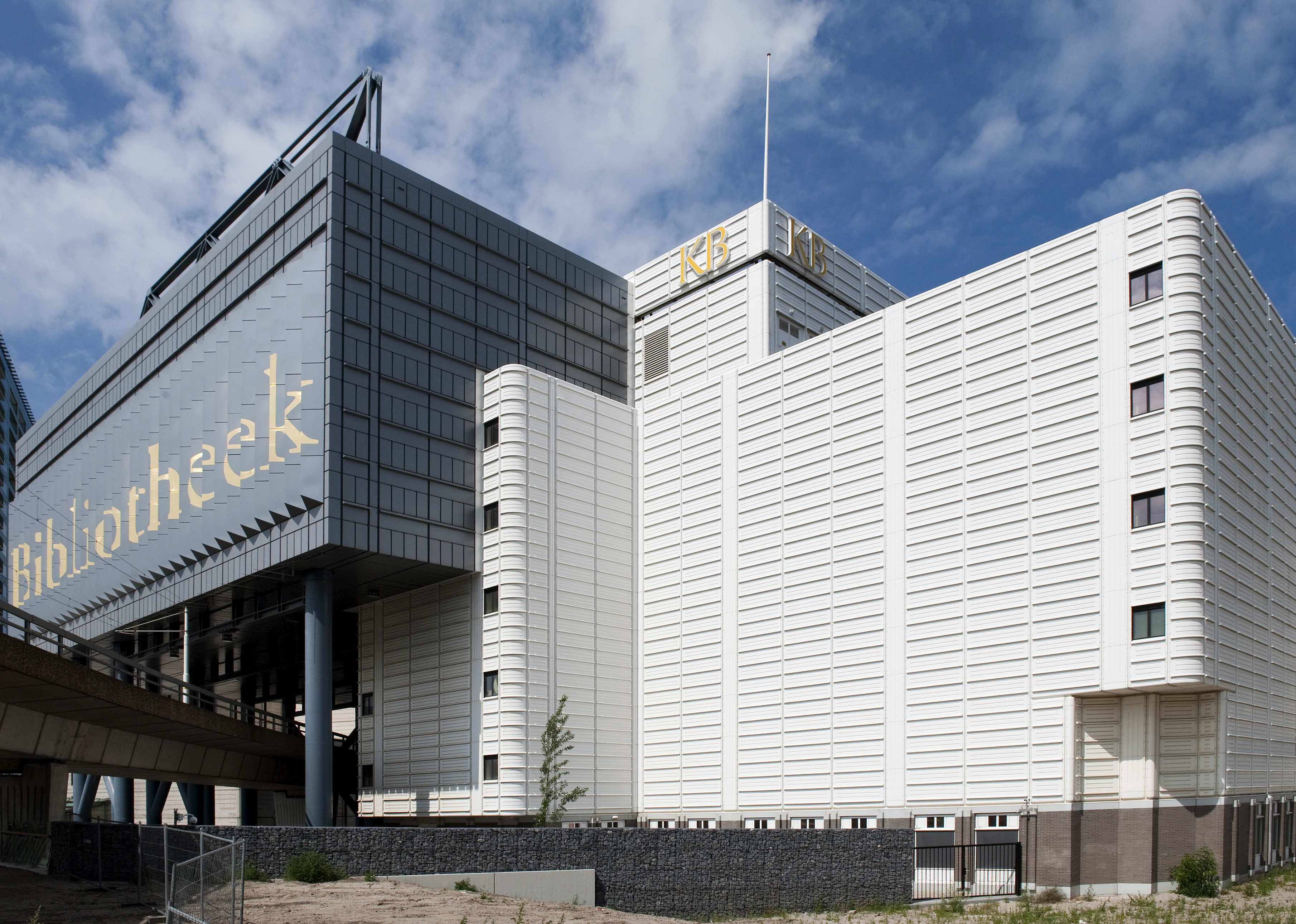
Bibliothèque royale des Pays-Bas à La Haye

Sous le terme de littérature néerlandaise, on inclut l’ensemble des œuvres littéraire écrites en langue néerlandaise venant des Pays-Bas ainsi que de la Belgique, du Suriname, des Antilles néerlandaises, de même que des pays où le néerlandais est ou a été parlé comme l’Afrique du Sud, la Flandre française et l’Indonésie.
S’y rattachent également des écrivains venus de l’étranger ayant adopté cette langue pour écrire comme Anne Frank et Kader Abdolah. On en exclut cependant d’éminents écrivains qui, bien qu’ayant vécu aux Pays-Bas écrivaient en latin, tel Erasme et Hugo de Groot (Grotius). Sont également exclus les écrivains frisons qui, quoiqu’habitant les Pays-Bas, utilisent leur propre langue et possèdent leur propre littérature depuis le VIIIe siècle.
Jusqu’à la fin du XIe siècle, la « littérature néerlandaise », comme ailleurs en Europe, était essentiellement constituée de poèmes ou sagas destinés à être « dits » et non « lus ». À partir des XIIe et XIIIe siècles, les écrivains commencèrent à écrire des récits de chevalerie ou des vies de saints destinés surtout à la noblesse. Le XIIIe siècle voit l’apparition d’une littérature plus didactique, que l’on pourrait commencer à qualifier de « nationale », destinée cette fois à la bourgeoisie. Mais c’est seulement avec la fin du XIIIe siècle que l’on peut vraiment parler de littérature néerlandaise. Les villes de Flandres et de Hollande deviennent prospères et une nouvelle forme d’expression littéraire se dessine. Vers 1440, des associations littéraires appelées rederijkerskamers (litt : chambres de rhétorique) se créèrent dont la mission principale était de mettre sur pied les « mystères » et autres spectacles à caractère religieux ou profane destinés au peuple.
La Réforme apporte sa contribution avec la traduction en 1540 d’une collection de psaumes; en 1566, le Nouveau Testament est également traduit en néerlandais. L’acte d’abjuration de Philippe II en 1581 marque l’indépendance des sept provinces septentrionales de l’ancien empire. La Belgique d’aujourd’hui est alors séparée des Pays-Bas et Amsterdam remplacera Anvers comme centre de l’intelligentsia littéraire de l’époque. Cette deuxième moitié du  XVIe siècle et la première du  XVIIe siècle constituent l’âge d’or de la littérature néerlandaise avec des écrivains comme Pieter Corneliszoon Hooft, Joost van den Vondel et Jacob Cats.
Lui succède une période de consolidation pendant laquelle la bourgeoisie qui s’était enrichie grâce à l’expansion du commerce maritime regardera de plus en plus vers la France où régnait le classicisme et vers l’Angleterre de Pope, Defoe, Addison et Steele. Des journaux calqués sur le Hollandische spectator (d’où le terme de « littérature spectatoriale ») s'adressant à la classe moyenne commencent à publier des romans à saveur moralisante.
Il faut attendre les dernières années du XVIIIe siècle pour voir un renouveau de la vie intellectuelle se faire jour. La chute de Napoléon provoque un élan de patriotisme alors que le romantisme régnait en maitre sur les lettres en Europe. Au nord, la langue néerlandaise s’enrichit de termes et d’expressions donnant un renouveau à l’expression littéraire. En Belgique, on assiste à une redécouverte de l’héritage flamand.
À la période romantique succède vers le milieu du XIXe siècle une période réaliste où on s’intéresse à la vie des agriculteurs à la campagne et à l’exploitation des autochtones dans les colonies. C’est aussi la période du « mouvement des quatre-vingtistes » où l’art pour l’art et l’originalité de l’artiste jouèrent un rôle essentiel, ainsi que la publication en Belgique du Van Nu en Straks, premier périodique flamand, organe d’avant-garde ouvert sur le monde.
Le XXe siècle est profondément marqué par les deux guerres mondiales. Dans les années de l’entre-deux-guerres naitra le mouvement dit Nieuwe Zakelijkheid (littéralement : Nouvelle Objectivité) et le groupe du Forum. Les années 1930 voient le déclin du réalisme psychologique des « romans de salon » en faveur de romans régionaux ou futuristes.
La Seconde Guerre mondiale voit disparaitre plusieurs grands noms de la littérature néerlandaise. Ceux qui survivent à la guerre transposent leurs expériences dans leurs œuvres. Ce « réalisme choquant » est illustré par Gerard Reve, W.F. Herman et Anna Blaman. Plusieurs mouvements naissent pour disparaître après quelques années : Beweging van de Vijftig (litt : Le mouvement de 1950), le Manifest voor de jaren zeventig dont plusieurs auteurs se regroupent autour de la revue littéraire De Revisor, les postmodernistes, et enfin la Generatie Nix(litt : la génération perdue).
Aux auteurs néerlandais ayant vécu au début du XXe siècle dans les colonies et en ont décrit l’atmosphère comme Multatuli (E. Douwes Dekker) ou Jef Geeraerts, se substituent des écrivains étrangers ayant adopté le néerlandais comme langue d’écriture et décrivant la difficulté de vivre son identité dans une société étrangère comme Kader Abdolah, Frank Martinus Arion et Mustafa Stitou.

## Au Moyen Âge

### Les origines

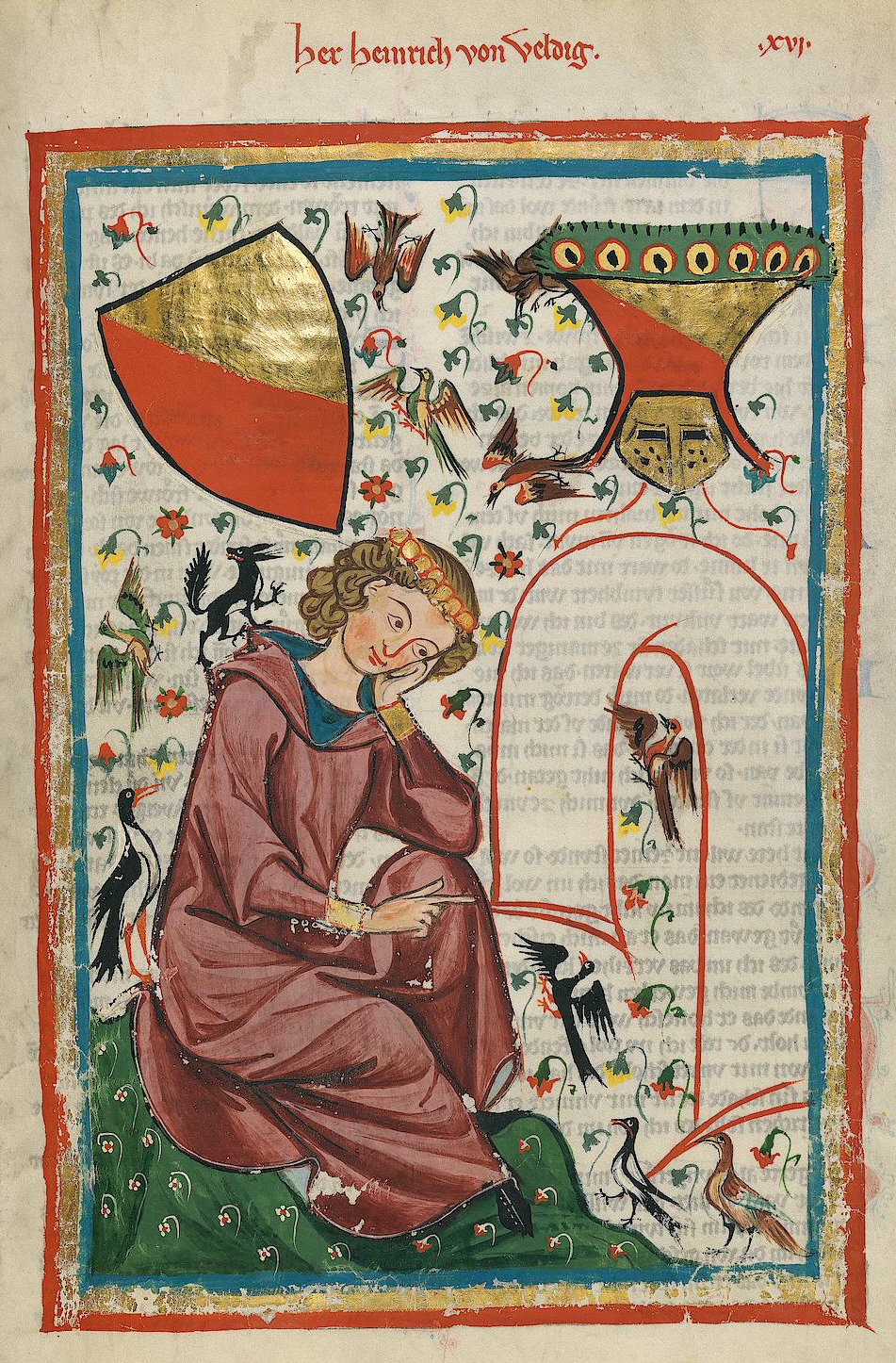
Hendrik van Veldeke, illustration du codex Manesse

Vers l’an 600, une langue néerlandaise apparait qui se distingue des dialectes bas-allemands pour devenir le vieux-néerlandais. On ne conserve de cette époque que des mots ou bribes de phrases comme cette formule, fragment de la loi salique, utilisée lorsqu’un serf devenait libre, supposée être la plus vieille phrase conservée en vieux-néerlandais ou vieux bas-francique  :
« Maltho thi afrio lito » (litt : Je te dis serf : je te donne ta liberté).
Des années 776-800, on conserve également la formule du baptême utilisée par l’Église d’Utrecht qui commençait par les mots :
« Gelobistu in got alamehtigan fadaer ? » (litt : Crois-tu en Dieu, le Père tout-puissant ?).
Toutefois, il est encore difficile de distinguer entre dialectes bas-allemands et vieux-néerlandais de telle sorte que certains textes, comme les psaumes, dits de Wachtendonck, traductions de quelques psaumes de la Bible, peuvent être revendiqués à la fois par les littératures allemande et néerlandaise. C’est le cas, par exemple, des textes de Hendrik van Veldeke, premier auteur dont on connait le nom (1150-après 1184), dans le Limbourg ,. Celui-ci écrivit Het leven van Sint-Servaas (litt : Vie de saint Servais) vers 1170, une Énéide vers 1175 sur le modèle classique, ainsi que des poèmes d’amour courtois dans le style des troubadours provençaux. Si la plupart des textes religieux et scientifiques de l’époque étaient rédigés en latin, les récits que racontaient les troubadours dans les cours des seigneurs étaient mis en vers pour en faciliter la mémorisation.

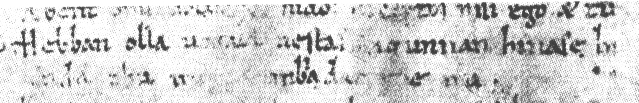
Facsimilé d'un fragment de la première œuvre littéraire écrite en néerlandais: Hebban olla uogala

Les plus anciens vers considérés comme appartenant à la littérature néerlandaise furent en fait composés par un moine flamand vivant à Rochester (Angleterre) vers 1100 et peuvent en conséquence être considérés comme faisant également partie de l’héritage vieil-anglais :
« hebban olla vogala nestas bagunnan hinase hic enda thu wat unbidan we nu » (litt : Tous les oiseaux ont commencé à faire leur nid, sauf toi et moi; qu’attendons-nous donc?).
À la littérature religieuse de l’époque appartient encore la « Bible rythmée du Rhin » (en néerlandais : Rijnlandse Rijmbijbel; en allemand : Rheinische Reimbibel), une traduction en vers de divers histoires contenues dans la Bible incorporant des éléments du bas-allemand, du vieux-néerlandais et du haut-allemand du Rhin/Franconie(Wells (2004)).

### La littérature de cour

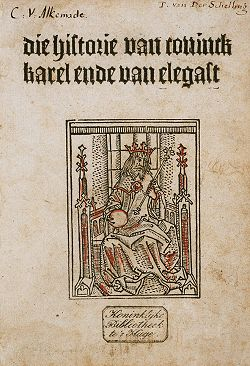
Karel ende Elegast

Aux XIIe et XIIIe siècles se récitèrent dans les cours de nobles, des histoires en vers racontant les exploits des chevaliers, composées en langue vernaculaire puisque nombreux étaient les nobles de l’époque qui ne parlaient plus le latin. Le Brabant, les Flandres et le Limbourg virent donc s’élaborer une littérature chevaleresque en dialectes locaux : dans celui de Trêves, Floyris ende Blantseflur; dans celui du Limbourg, Aiol; en bas-francique, Tristant.
Si bon nombre de ces récits s’avéraient être des traductions libres d’histoires similaires en dialectes germaniques ou français, on trouve également des œuvres originales comme le Karel ende Elegast d’un auteur anonyme, ou des œuvres qui seront reprises dans d’autres langues comme la pièce Elckerlijc qui servira de base à la pièce Everyman.
Un autre genre, également populaire pendant cette période fut la fable. L’une des plus élaborées est une adaptation du Roman de Renard, intitulée Van den vos Reynaerde écrite vers 1250 par un auteur identifié comme « Willem ». Ces fables mettent en scène des animaux vivant dans un monde féodal dont ils constituent souvent une critique voilée.
Enfin, et à côté des vies de saints, se développa une littérature mystique dont l’auteure la plus célèbre est sans doute Béatrice de Nazareth (1200-1268), première écrivaine à écrire en prose, et auteure des "Sept Voies du Saint Amour", dans lequel elle décrit dans un style très simple les sept étapes qui conduisent à l’amour parfait de Dieu.

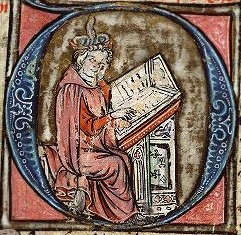
Lettre majuscule débutant un chapitre, tirée d'un manuscrit de Jacob van Maerlant

Un auteur exceptionnel de cette époque est sans contredit Jacob van Maelant, né aux environs de Bruges, auteur prolifique écrivant des œuvres allant d’une biographie d’Alexandre le Grand (Alexanders Geesten), à une encyclopédie de la nature (Der naturen bloemen) en passant par des romans de chevalerie .

### La littérature populaire
Jusqu’au XIIIe siècle la littérature est au service de la noblesse dans ses châteaux et des moines dans leurs monastères. À la fin du siècle apparait un changement. Les villes des Flandres et de Hollande se font cités marchandes et commencent à exercer leur suprématie commerciale sur la mer du Nord. Elles gagnent leur indépendance politique et, avec elle, se fait jour une nouvelle expression littéraire.
Dans ces villes, le théâtre permet à deux genres littéraires de se développer. Le premier sera le théâtre religieux, sous forme de mystères (Eerste en de Sevenste Bliscap van Maria), de miracles (« mirakelspelen » : Tspel vanden Heiligen Sacramente vander Nyeuwervaert) et de pièces à but moralisateur (« Spel van sinne » : Elckerlijc). Le deuxième est le théâtre profane sous forme de jeux « nobles » (« abele spelen » : Lanseloet de Danemark, Esmoreit, Gloriant), de comédies (« sotternieën » : Lippijn, De Buskenblaser) et de farces (« cluyten » : Die Buskenblaser, Die Hexe).
Au sein de la bourgeoisie se développent les « chambres de rhétorique » (rederijkerskamers) ou associations de « rhétoriqueurs » (rederijkers) dont la structure est modelée sur celle des guildes et qui jouent un rôle presque officiel dans la préparation des jeux de mystères et de miracles pour le peuple. Opposées aux idées aristocratiques, elles se créent dans toutes les villes importantes : Den Boeck à Bruxelles (1401), De Fonteyne à Gand (1448), De Violieren à Anvers (vers 1450), De Peoen à Malines (1471) et De Eglantier à Amsterdam (1517). Parmi les pièces les plus connues on trouve Mariken van Nieumeghen (Marie de Nijmègue) et Elckerlijc .

## La Réforme protestante et l’indépendance des Pays-Bas (1550-1670)
Le XVIe siècle correspond au début de l’humanisme. Cet important mouvement ne trouve guère d’expression dans la littérature néerlandaise. Ses grands représentants, comme Érasme, écrivent en latin. À cette école appartient toutefois Dirck Volkertszoon Coornhert (1522-1590), le premier auteur humaniste des Pays-Bas. Son œuvre principale, un traité de philosophie intitulé Zedekunst (litt : Art de l’Éthique) qui tente de rassembler en un système unique la Bible, Plutarque et Marc Aurèle fut publié en 1586.
Plus importante sur le plan littéraire sera la révolte des Pays-Bas de 1568 contre la couronne espagnole qui poursuivit deux buts : la liberté de culte et l’indépendance politique. La région est longtemps sous occupation ou en guerre : Pays-Bas bourguignons (1384-1482), Pays-Bas espagnols (1556-1713), Pays-Bas méridionaux, Guerre de Quatre-Vingts Ans (1568-1648), République des Sept Provinces-Unies des Pays-Bas (1581-1795).
La Réforme protestante marque profondément la littérature néerlandaise. 
Après avoir rendu publiques ses thèses sur les indulgences en 1517, Luther trouve rapidement des sympathisants aux Pays-Bas, suivis peu après par ceux de Jean Calvin. 
Du côté catholique, Anna Bijns (vers 1494-1575), enseignante à Anvers, défend la foi catholique dans un style qui marque la fin de la période du Moyen Âge et le début d’une nouvelle ère.
C’est aussi à Anvers qu'est publié en 1540 un recueil de psaumes par Willem van Zuylen van Nijevelt en vers métriques sous le titre Souter-Liedekens (litt : psautier), dont les mélodies sont empruntées à des chansons populaires dans les Pays-Bas.
Côté protestant, Jan Utenhove publie en 1566 un autre recueil de psaumes suivi d’un premier essai de traduction du Nouveau Testament.
Nombre de protestants sont exécutés pour leurs croyances. 
Des chansons, dites « chansons de gueux » sont composées pour leur rendre hommage. 
D’abord publiées sur des feuilles volantes, elles sont progressivement réunies dans une compilation, la Nieu Geusen Lieden Boecxken (litt : Nouveau livre des chansons de Gueux) datant des années 1576-1577. 
Elles sont suivies par le Nederlandtsche Gedeck-clanck, ouvrage en prose entrecoupé de chansons patriotiques donnant un aperçu de la guerre de Quatre-Vingts Ans jusqu’en 1625.

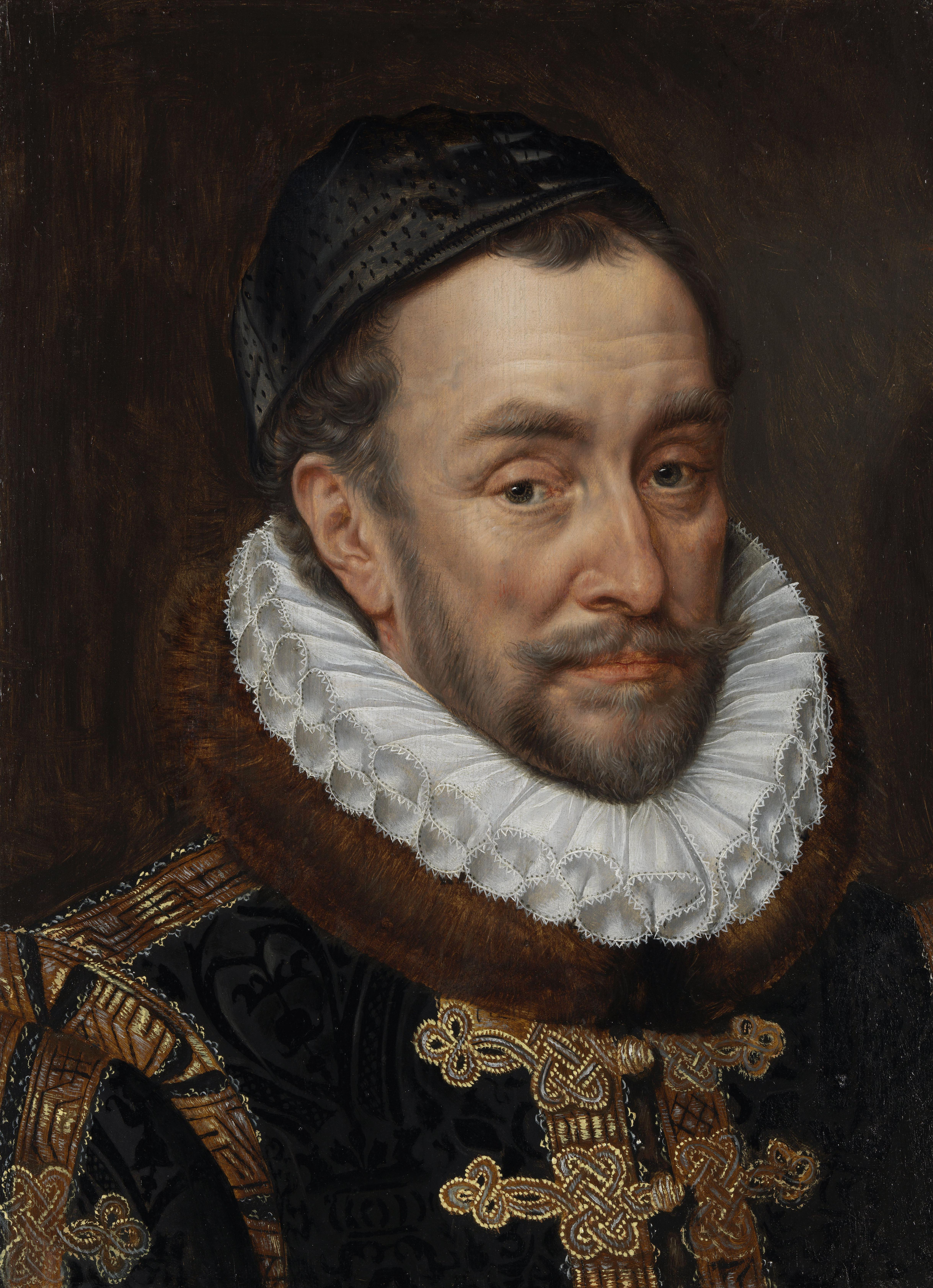
Guillaume Ier, prince d'Orange, héros de l'indépendance des Provinces-Unies

Philips van Marnix, seigneur de Sainte-Aldegonde, (1538-1598) est l’un des leaders de la guerre d’indépendance aux côtés de Guillaume Ier, prince d’Orange. 
On lui doit le texte de l’hymne national néerlandais, Wilhelmus van Nassouwe (litt : Guillaume de Nassau) et probablement une apologie du prince composée vers 1568. 
Son œuvre principale, Biëncorf der Heilige Roomsche Kercke (litt : La ruche de la sainte Église romaine), publiée l’année suivante, constitue une satire de l’Église catholique romaine. 
Il entreprend une traduction de la Bible dont seul le premier livre, la Genèse, est achevé au moment de sa mort. 
Elle constitue toutefois le point de départ de la Statenvertaling (litt : Traduction d’État) de la Bible à la demande du synode de l’Église réformée qui, afin d’être intelligible par tous les Néerlandais, va incorporer des éléments de tous les dialectes locaux et forme ainsi la base du néerlandais moderne.
En 1568 débute avec la bataille de Heiligerlee, la Guerre de Quatre-Vingts Ans, aussi appelée Révolte des Pays-Bas ou Révolte des Gueux, dont le point culminant demeure l’acte d’abjuration de Philippe II en 1581, marquant l’indépendance des sept provinces septentrionales sous le nom de Provinces-Unies, reconnue par le traité de Westphalie en 1648.
La Belgique est ainsi séparée des Pays-Bas et Amsterdam devient le centre de rassemblement de l’intelligentsia littéraire qui quitte Anvers pour le nord.
Mais alors qu’au sud, le français remplace progressivement le néerlandais comme langue de culture et d’administration, dans les Provinces-Unies trois villes deviennent les centres d’une intense activité littéraire : Leyde avec Jan van Hout (1542-1609), membre de la chambre de rhétorique de la ville qui prend la défense du néerlandais en tant que langue académique; Haarlem où s’est exilé le Flamand Carel van Mander (1548-1606), auteur d’un précieux recueil de biographies de peintres des anciens Pays-Bas et du Saint-Empire romain germanique ; Amsterdam où des auteurs tels que Coornhert (1522-1590) philosophe mentionné plus haut, Hendrik Laurenszoon Spiegel (1549-1612), poète moralisant voulant réconcilier les mondes de la pensée chrétienne et ancienne, ainsi que Roemer Visscher (1547-1620) , négociant prospère, auteur d'épigrammes et mécène, sont issus de ces mêmes chambres de rhétorique.
La Renaissance, originaire d'Italie au XVIe siècle, n’étend vraiment son influence aux Pays-Bas qu’au XVIIe siècle. 
Puisant leur inspiration dans l’Antiquité, les auteurs mettent l’individu au centre de la société (Hooft : Achilles en Polyxenia, Vondel : Palamedes). 
On glorifie les grandes personnalités (Vondel : Johannes, de boetsgezant) et la conscience nationale se traduit par des poèmes lyriques et de grands drames (Hooft : Geeraerdt van Velsen et Baeo; Vondel : Gysbreght et De Leeuwendalers).

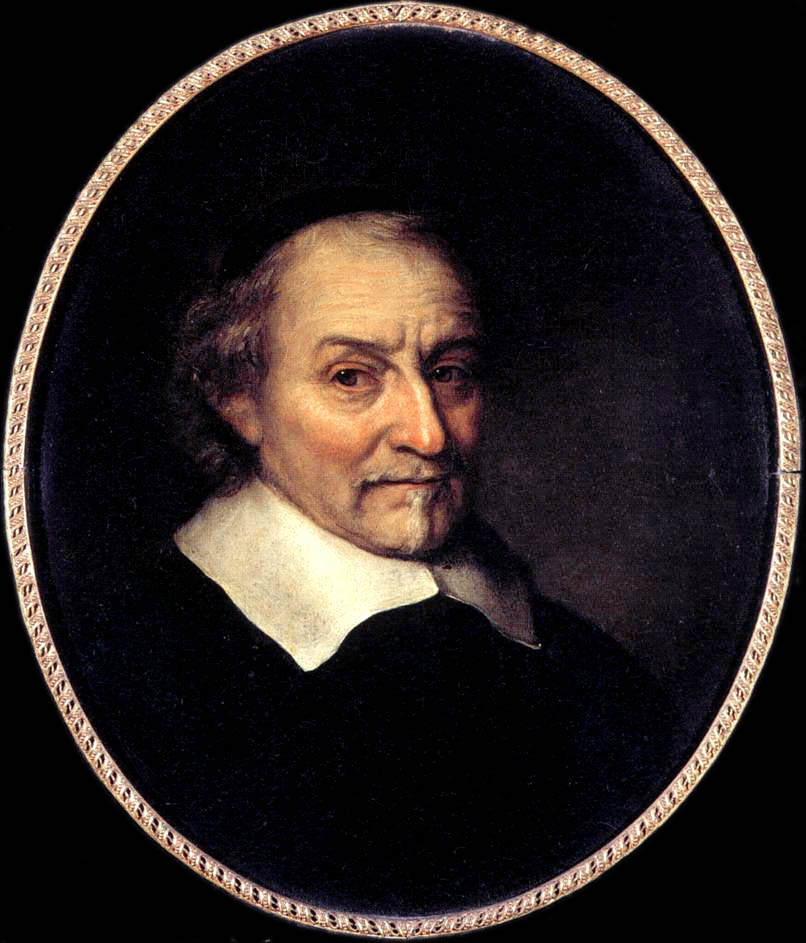
Joost van den Vondel

Trois noms s’imposent pendant cette période que l’on peut qualifier d’Âge d’or de la littérature néerlandaise : Pieter Corneliszoon Hooft, Joost van den Vondel et Jacob Cats.
Pieter Corneliszoon Hooft (1581-1647) est au centre d’un cercle de poètes et auteurs dramatiques appelés Muiderkring (litt : le cercle de Muiden) du nom de sa résidence où ils se réunissent. Historien avant d’être poète, il écrit de 1628 à 1642 une Nederduytsche Historiën (litt : Histoire des Pays-Bas) où il se révèle un puriste de la langue, modelant son style sur celui de Tacite.
Il exerce une influence considérable sur la standardisation de la langue, de nombreux auteurs imitant son style et sa grammaire.
Né de parents mennonites à Cologne, Joost van den Vondel (1587-1679) se convertit au catholicisme en 1641, envoyant une onde de choc dans un milieu calviniste. 
Écrivain, poète et dramaturge, il est aujourd'hui considéré comme le créateur de la langue et du théâtre classique hollandais sur la base de ses tragédies historiques et bibliques. 
Déjà en 1625, sa tragédie « Palamède ou le meurtre de l’innocence » dénonce l’intransigeance calviniste ayant conduit à l’exécution de Johan van Oldebarnevelt, Grand Pensionnaire de la République, sur ordre du gouverneur général Maurice de Nassau. 
Son grand chef-d’œuvre, Lucifer, parait en 1654 ; on dit que Milton s’en inspira.
Jacob Cats (1577-1660) est à la fois poète et haut fonctionnaire. 
Animateur d’un cercle littéraire à Middelbourg, capitale de la Zélande, il quitte celle-ci pour l’Angleterre en tant qu'ambassadeur, puis pour Amsterdam comme secrétaire du gouvernement de Hollande (grand-pensionnaire), consacrant ses loisirs aux lettres. 
Il compose des poèmes didactiques comme Maechdenplicht (litt : Le devoir des jeunes filles) et Sinne –en Minnebeelden (litt : Images de l’Allégorie et de l’Amour) ainsi que plusieurs pièces moralisatrices.
Le jésuite Adrianus Poirters (1605-1674) laisse des emblèmes religieux de succès populaire : La Vanité de ce monde (1645), Le Monde démasqué (1650).

## Le classicisme français et la littérature «spectatoriale» (1670-1795)
À cette époque où les Provinces-Unies conquièrent leur indépendance politique et religieuse, où elles confirment leur puissance maritime, tant commerciale que coloniale, grâce à la Compagnie des Indes, où sous l’influence de la Renaissance italienne, fleurissent les arts et les lettres, succède une époque de consolidation pendant laquelle les grandes familles bourgeoises, en accueillant les réfugiés protestants venant du sud, adoptent de plus en plus les mœurs et la culture française, où les grands hommes d’État et de guerre disparaissent et où les rivalités entre provinces et entre grandes villes ne laissent que peu de place au développement de la littérature.
En 1669 est créée l’association littéraire Nil Volentibus Arduum (litt : À cœur vaillant, rien d’impossible) qui marque le début de la période du classicisme français dont le formalisme ne favorise guère la production d’œuvres originales.
Des auteurs dramatiques comme Andries Pels (1631-1681) s’inspirent entre autres de Corneille et des grands classiques grecs. 
À partir de ce moment et pratiquement durant tout le dix-huitième siècle, on assiste à une période de déclin littéraire (en hollandais).

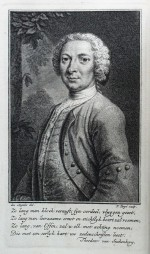
Justus van Effen (1684-1735)

Les débuts du XVIIIe siècle voient également une certaine familiarisation avec la littérature anglaise : Pope, Defoe, Addison et Steele sont à la mode. 
Un de leurs admirateurs, Justus van Effen introduit aux Pays-Bas un genre journalistique particulier, caractérisé par une vision lucide de la société, la morale et la religion.
Son Hollandische spectator (1731l-1735) est vite imité par d’autres comme De algemeene spectator (1742-1746), De Philantrope (1756-1762) et De Grijsaard (1767-1769). 
Ces « spectators » ont en commun d’être des hebdomadaires s’adressant à la classe moyenne et de publier des romans à caractère moralisateur,.
L’une des œuvres marquantes de cette période reste le grand poème épique Gevallen van Friso (litt : La chute de Friso) de Willem van Harens en 1741. 
Dans cette saga, le premier roi des Frises, Friso, devient le modèle du roi moderne suivant les canons de l’époque des Lumières.

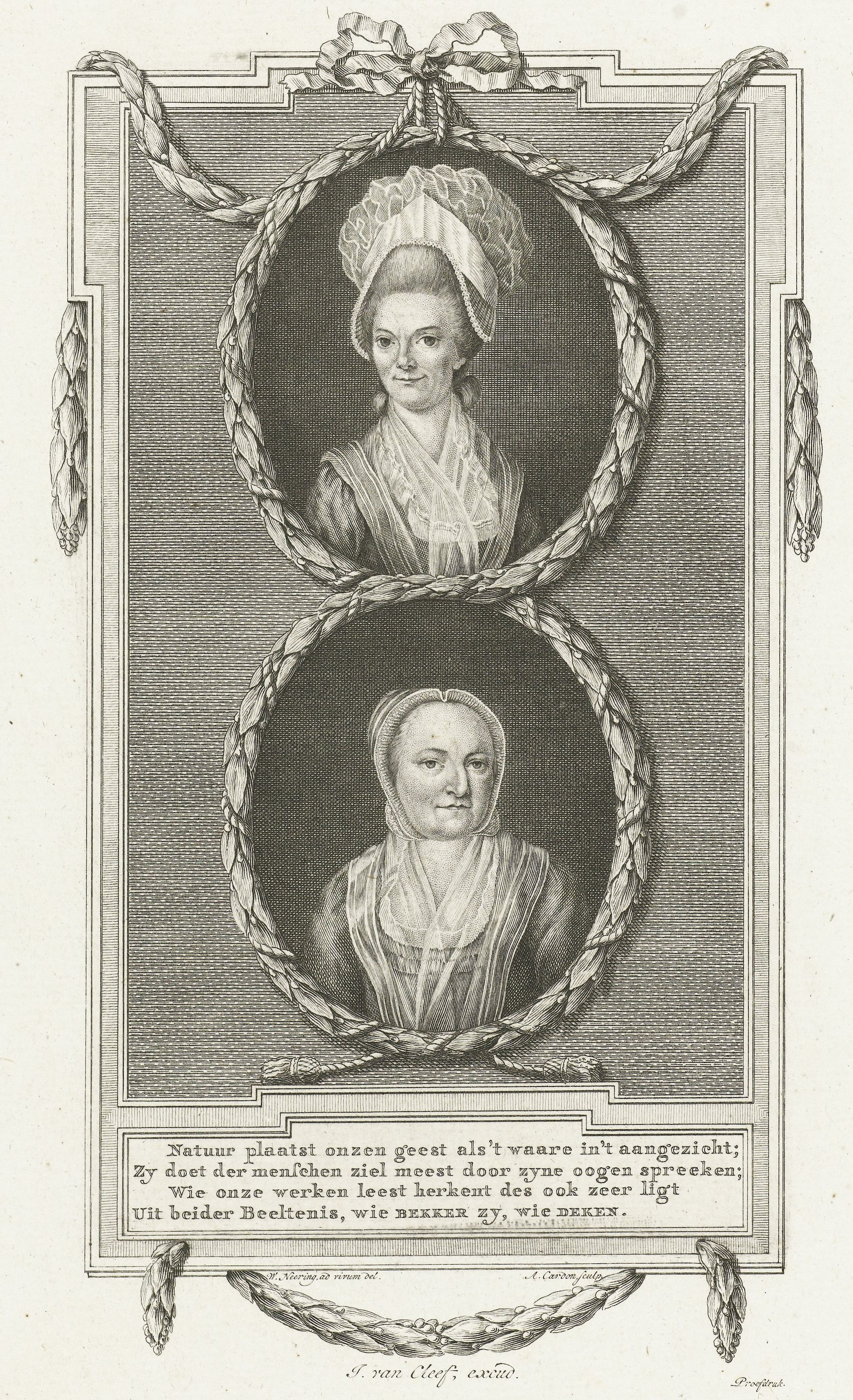
Beetje Wolff et Aagje Dekin, d'après une gravure d'Antoine Cardon (1784)

Une éclaircie s'établit toutefois en 1777, lorsque Elizabeth « Betje » Wolff (1738-1804), une veuve d’Amsterdam, persuade son amie Agatha « Aagje » Deken (1741-1804), une gouvernante, de venir vivre avec elle. 
Pendant près de trente ans, elles écrivent de concert. 
Leur premier roman, Sara Burgerhart, inspiré en partie de Goethe, parait en 1782,marquant le début du roman dans la forme que nous connaissons aujourd’hui,.
Les dernières années du XVIIIe siècle voient un renouveau de la vie intellectuelle. 
La guerre avec la Grande-Bretagne divise les Néerlandais en deux camps : les patriotes et les orangistes. 
En même temps, le romantisme allemand marque toutes les formes de la vie littéraire néerlandaise et le lyrisme germanique remplace progressivement le classicisme français en dépit des tentatives expansionnistes du Premier Empire. 
Rhijnvis Feith introduit le « sentimentalisme » aux Pays-Bas. 
Son roman, Julia (1783), applaudi par les uns, décrié par les autres, abonde en émotions de toutes sortes.

## Au XIXe siècle

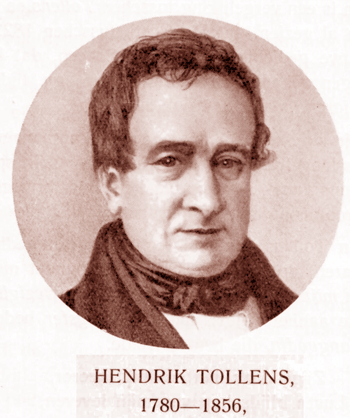
Hendrik Tollens

Le tournant du siècle est principalement marqué par le chaos politique. 
Après la sécession des sept provinces du nord en 1581, les dix provinces du sud sont demeurées sous le contrôle des Habsbourg et formaient les « Pays-Bas autrichiens ». 
En 1795, elles sont envahies par la France puis cédées officiellement à la France par l'Empereur du Saint-Empire par le traité de Campoformio du 17 octobre 1797. Après la chute de Napoléon en 1815 et une brève réunification avec le nord lors du royaume uni des Pays-Bas créé par le congrès de Vienne pour reconstituer les anciens Pays-Bas historiques, les provinces du sud firent sécession et devinrent indépendantes en 1830 pour former la Belgique actuelle.
Le départ des occupants provoque une montée nationaliste qui trouve son expression dans des poèmes comme Wien Neerlands bloed (litt : Ceux chez qui coule le sang néerlandais) de Hendrik Tollens, De Hollandsche taal (litt : La langue hollandaise) de Cornelis Loots et De Hollandsche natie (litt : La nation hollandaise) de Jan Frederik Helmers.
Une explosion de talents marque les années 1830 et 1840. 
L’Université de Leyde devient le centre littéraire de l’époque alors qu’avec la création de la Rederijkamer voor Uiterlijke Welsprekenheid (litt : Association pour les formes de l’éloquence) en 1833, on assiste aux débuts des cercles littéraires tels que nous les connaissons.

### La période romantique (d’environ 1820 à 1840)

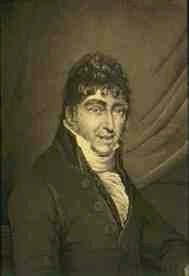
Willem Bilderdijk

Pendant cette période Walter Scott et Lord Byron, Victor Hugo et Alphonse de Lamartine font sentir leur influence sur les écrivains néerlandais qui demeurent toutefois plus modérés dans l’expression de leurs sentiments. 
Quoique n'appartenant pas à ce courant, l’écrivain le plus célèbre du temps est Willem Bilderdijk (1756-1831), intellectuel intelligent et excentrique, qui laisse environ 300 000 vers et suscite des disciples, qui eux appartiennent à cette école, tels Hieronymus van Alphen (1746-1803) dont on retient surtout aujourd’hui les vers pour les enfants, ainsi que Rhijnvis Feith (1753-1824) dont les romans illustrent la Weltschmerz (litt : douleur face au monde [sous-entendu : qui n’est pas ce que l’on voudrait qu’il soit]).
Hendrik Tollens (1780-1856) réunit dans ses écrits la puissance d’un Bilderdijk et la gentillesse de Feith. 
Nationaliste, il célèbre les grands faits de l’Histoire néerlandaise et entre dans l’Histoire pour son poème Wien Neërlands Bloed (litt : À ceux en qui coule le sang néerlandais), qui est l’hymne national néerlandais jusqu’en 1932 (remplacé alors par le Wilhelmus de Marnix). Un autre poète de grand talent est A.C.W. Staring (1767-1840) dont les vers sont un mélange de romantisme et de nationalisme.
Pendant cette période, la langue néerlandaise au nord résiste à la pression exercée par l’allemand et sort d’une longue période de stagnation s’enrichissant de termes et d’expressions, dont il résulte un renouveau littéraire. 
En Belgique, on assiste chez les écrivains à un renouveau de l'héritage flamand et à une lutte pour la reconnaissance du néerlandais. 
Charles de Coster jette les fondements d’une littérature belge. 
Hendrik Conscience (1812-1883), le premier à écrire sur des thèmes flamands en néerlandais, est considéré comme le père de la littérature flamande moderne. 
En poésie, Guido Gezelle (1830-1899), journaliste et prêtre catholique, célèbre sa foi et ses racines flamandes en utilisant un vocabulaire basé sur le flamand moyenâgeux, .

### La période réaliste (d’environ 1840 à 1880)

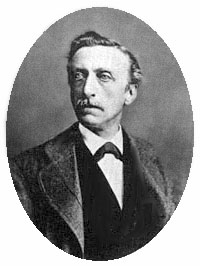
Eduard Douwes Dekker, pseudonyme de Multatuli.

En réaction au romantisme, se crée une école s’intéressant surtout à des situations concrètes et à leur signification.
En ce sens, leurs héros prennent valeur d’exemple : un fermier devient l’image du paysan et l’étudiant de Johannes Kneppelhout représente toute la gent étudiante. 
Ce genre, rendu célèbre par la « Case de l’Oncle Tom » de Harriet Beecher Stowes, trouve son pendant avec Multatuli (pseudonyme de Eduard Douwes Dekker, 1820-1887) qui dans Max Havelaar (1860) dénonce l’administration coloniale et le traitement des indigènes dans les colonies des Indes orientales. 
Avec lui, le « roman des Indes orientales » fait son entrée comme un sous-genre dans la littérature néerlandaise. 
À la même école appartient Jacob Jan Cremer qui dans son Fabriekskinderen, een bede doch niet om geld (1863) (litt : Les enfants des fabriques, un plaidoyer, mais pas pour de l’argent) dénonce le travail des enfants dans les usines du temps.
Cest aussi l’époque où on s’attaque à différents tabous : Jacob van Lennep celui des bordels et Conrad Busken Huet celui du divorce.

### Le mouvement des quatre-vingtistes (les "Tachtigers")

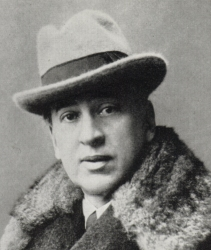
Louis Couperus en 1905.

Jacques Perk (1860-1881) rejette dans sa poésie la rythmique conventionnelle. 
Sa mort est l’occasion pour un groupe de jeunes écrivains animé par Willem Kloos (1857-1938) de se réunir pour rejeter toute forme d’autorité esthétique ou symbolique. 
L’ « art pour l’art » et l’originalité de chaque artiste deviennent leur préoccupation essentielle. 
De Nieuwe Gids (litt : Le nouveau guide), fondé par Kloos, devient leur périodique et ils prennent le nom de Tachtigers ou de quatre-vingtistes.
Pour eux, le style doit refléter le contenu et exprimer les émotions viscérales et intimes de l’écrivain. 
Les principaux représentants du mouvement sont, outre Kloos, Albert Verwey, Frederik van Eeden, Marcellus Emants, Louis Deyssel et Herman Gorter.
Louis Couperus (1863-1923) occupe parmi eux une place à part. Il naît à Java, qui sert de cadre à certains de ses romans comme De Stille Kracht (litt : La force tranquille), traduit en français sous le titre La Force des ténèbres. 
Bien qu’appartenant au mouvement, il est connu plutôt comme romancier que poète.
Son premier roman, Eline Vere, porte la marque naturaliste d'écrivains français comme Zola et Flaubert.
Son roman Noodlot (litt : Le destin) lui vaut l’admiration d’Oscar Wilde.

### Les «artistes de la communauté» (d’environ 1880 à 1910)

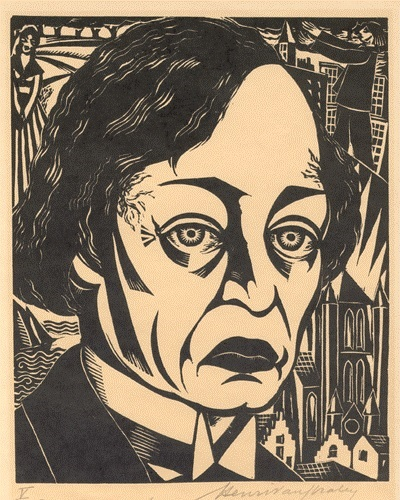
Karel van de Woestijne.

Après s’être imposée, cette école tend à se contenter de répéter les recettes ayant conduit à son succès. 
Chez les jeunes écrivains, le symbolisme prend une plus grande place en poésie, le mysticisme et l’occultisme dans le roman. 
En même temps les écrivains s’intéressent à l’aspect métaphysique de la réalité et aux conséquences de leurs œuvres sur la communauté. 
L’art devient un gemeenschapskunst (litt : art de la communauté). 
Les auteurs les plus représentatifs de cette période sont J. H. Leopold, Pieter Cornelis Boutens et le Flamand Karel van de Woestijne.
En 1893 est fondé le Van Nu en Straks (litt : De maintenant et de tout à l’heure), premier périodique flamand moderne qui, en réaction au provincialisme de l’époque, prône une ouverture plus grande sur le monde et se présente comme « sans dogmes esthétiques, sans esprit d’école, un organe d’avant-garde libre voué à l’art d’aujourd’hui, curieux de l’art en devenir, celui de tout à l’heure – ici et à l’étranger ».
Mentionnons également pour cette période Herman Heijermans (1864-1924), auteur dramatique engagé qui par des pièces comme Op Hoop van Zegen (litt : Dans l’espoir de la rédemption), tragédie mettant en scène des pêcheurs, contribue à moderniser le théâtre néerlandais.

## LeXXesiècle

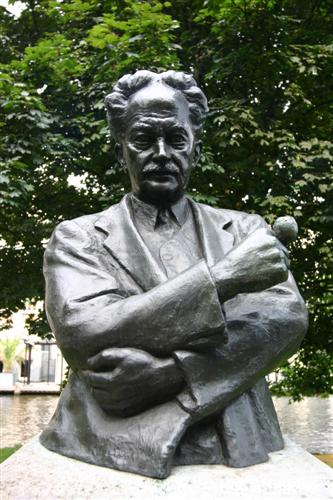
Buste d'Arthur van Schendel

Les poètes J.C. Bloem et A. Roland Holst sont les piliers de cette « génération 1910 » qui s’exprime dans la revue De Beweging (litt : Le mouvement). 
S’insurgeant contre leurs prédécesseurs quatre-vingtistes, ils mettent l’accent non sur leurs émotions, mais bien sur la perfection de la poésie et de la langue qui l’exprime : l’art pour l’art.
En même temps, ils désirent s’élever au-dessus du chaos de la réalité quotidienne pour découvrir, comme du haut d’une haute tour, la beauté, une beauté si indescriptible qu’ils doivent l’exprimer par symboles : néo-classicisme et symbolisme sont les caractéristiques de cette période.
En prose, on voit aussi naitre une réaction contre le naturalisme. 
Les romanciers, comme ils commencent à s’appeler, ne s’attachent plus à décrire objectivement la réalité. 
La description du présent cède la place à des nouvelles décrivant un passé imaginaire.
Parmi les mieux connus de ces néoromantiques, citons Arthur van Schendel (Een zwerver verliefd, 1904) et Aart van der Leeuw (Ik en mijn speelman, 1927').

### La «Nouvelle Objectivité» et le groupe du Forum (1925-1940)

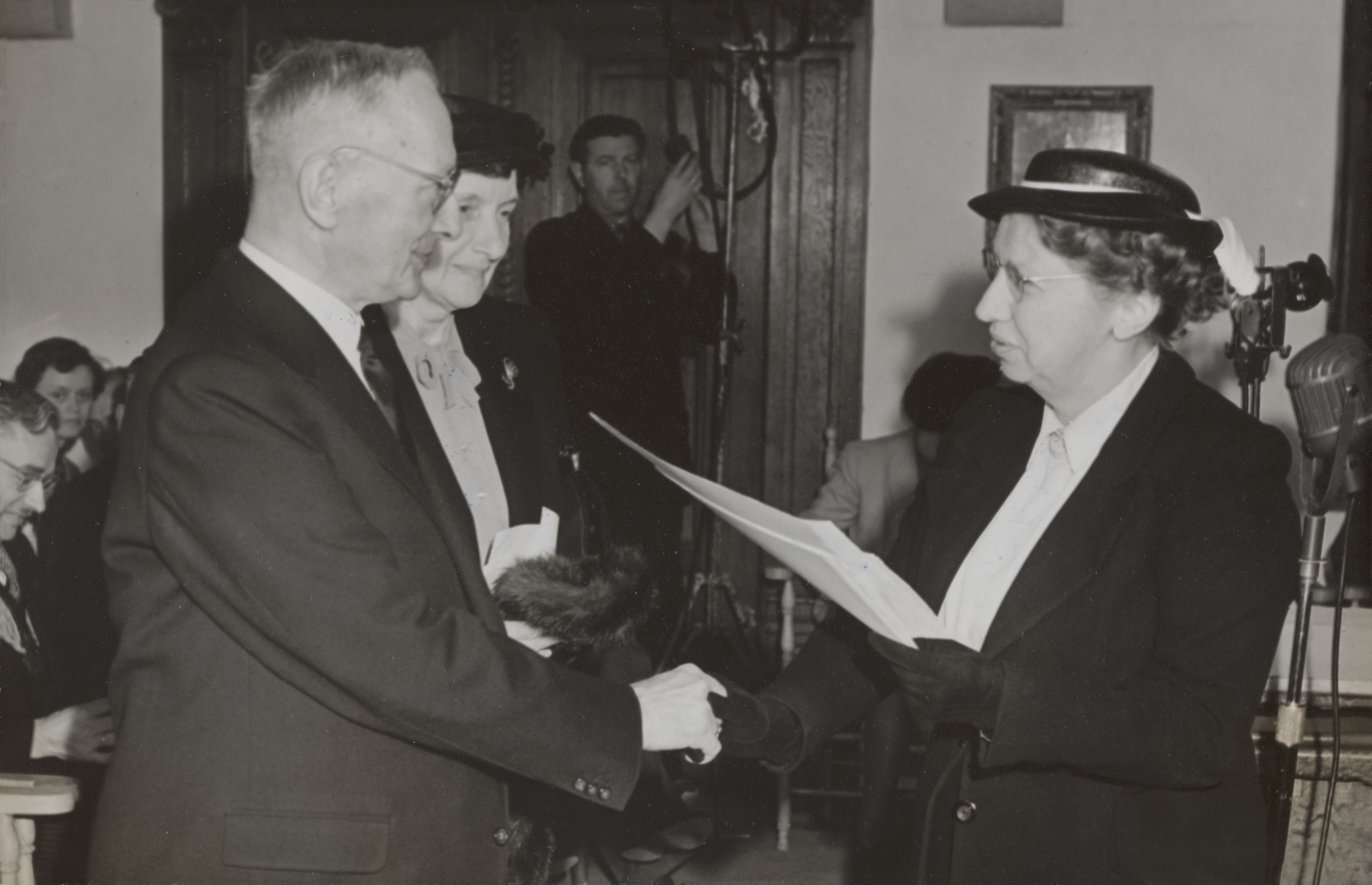
F. Bordewijk reçoit le prix P.C. Hooft en 1954

Ainsi, à la suite de Nescio (pseudonyme de J.H.F. Grönloh, 1882-1961) qui publie ses nouvelles au cours des années 1910, nait au cours des années 1920 un mouvement dit Nieuwe Zakelijkheid (litt : Nouvelle objectivité).
Aux Pays-Bas, les périodiques Het Getij (avec Herman van den Bergh) et De Vrije Bladen (avec Hendrik Marsman) et en Flandre Ruimte incarnent les idées de l’époque Dans l’entre-deux- guerres la revue Forum (1932-1935),  animée par Menno ter Braak et E. Du Perron ainsi qu’à partir de 1940, Criterium, avec Bertus Aafjes, Anton van Duinkerken et Ed. Hoornik représentent cette avant-garde.
Les trois grands romanciers de l’époque sont :  F. Bordewijk (1884-1965), Simon Vestdijk (1898-1971) et Arthur van Schendel (1874-1946). 
En poésie, Gerrit Achterberg (1905-1962) établit sa réputation avec Afvaart (litt : Le départ, 1931).
Les années 1930 voient aussi le déclin du réalisme psychologique des « romans de salon » ou des « romans pour dames » en faveur des romans régionaux dont l’action se passe à la campagne, et des romans futuristes. 
Les auteurs à la mode sont alors Antoon Coolen (1897-1961), Anne de Vries (1904-1964), Theun de Vries (1907-2005) et Maurits Dekker (1896-1962).

### La Seconde Guerre mondiale et l’Occupation (1940-1945)
La Seconde Guerre mondiale voit disparaitre plusieurs grandes figures de la littérature néerlandaise : Du Perron (crise cardiaque), Ter Braak (suicide) et Marsman (noyé alors qu’il tentait de gagner la Grande-Bretagne). 
D’autres écrivains sont forcés de se cacher ou sont internés dans les camps de concentration comme Vestdijk. 
Ils sont nombreux à devoir renoncer à être publiés en raison de leur refus de devenir membres de la Kultuurkamer (Chambre de la culture), institution créée par les Nazis pour règlementer la vie culturelle aux Pays-Bas. 
Josef Cohen, juif de naissance, doit se convertir pour échapper à la persécution ; la jeune Anne Frank dont le journal est publié après sa mort, périt dans un camp de concentration tout comme le journaliste Jan Campert, coupable d’avoir aidé des Juifs à s’échapper. 
Son poème De achttien dooden (litt : Les dix-huit morts), décrivant les sentiments d’un membre de la résistance attendant son exécution, est devenu le symbole de la résistance littéraire.

### L’époque contemporaine (1945 à 2000)

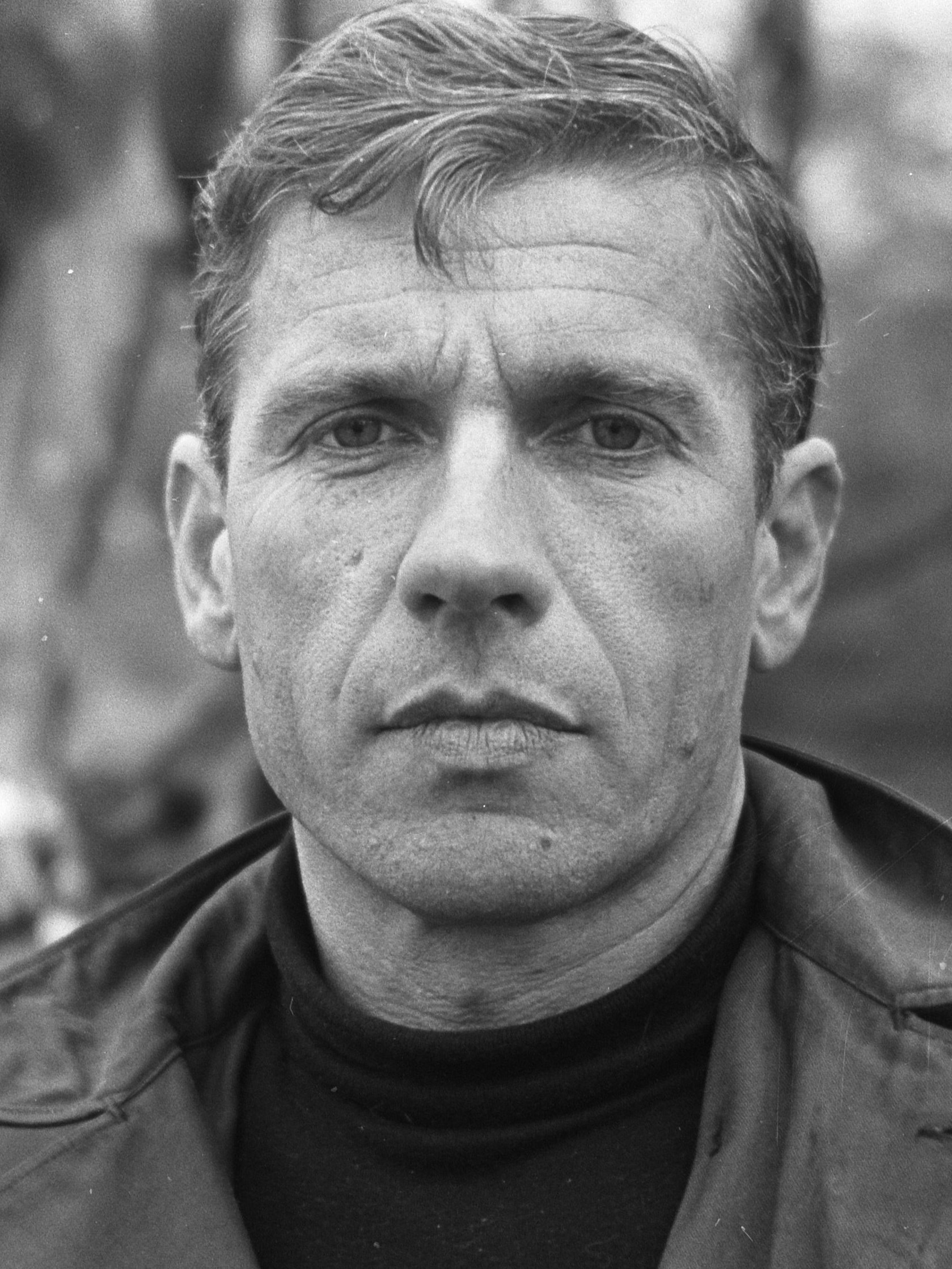
Gerard Reve en 1969

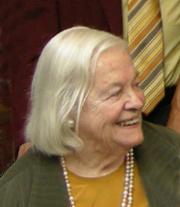
Hella S. Haasse

Les écrivains qui ont survécu aux horreurs de la guerre transposent leurs expériences dans leurs œuvres. 
Ce renouveau, qui peut être décrit comme ontluisterend realisme (litt : réalisme choquant) est illustré par trois grands auteurs : Gerard Reve (1923-2006), Willem Frederik Hermans (1921-1995) et Anna Blaman (1905-1960). 
Dans leurs œuvres, l’idéalisme a disparu, remplacé par la description crue de la réalité et de l’inhumanité ainsi que par une nouvelle attention portée à la sensualité et à la sexualité. 
Ainsi, dans Avonden (litt : Les soirées), Gerard Reve analyse la désillusion d’un adolescent durant la période de « reconstruction » qui suivit la guerre. 
En Belgique, Louis Paul Boon (1912-1979) et Hugo Claus (1929-2008) sont les principaux représentants de ce nouveau genre littéraire auquel appartient également Hella S. Haasse (1918-2011) dont les écrits ont plutôt pour cadre l’étranger et qui demeure l’une des écrivaines néerlandaises les plus traduites.
Plusieurs mouvements se font jour et disparaissent successivement. 
Dans les années 1950, le Beweging van Vijftig (litt : Le mouvement de 1950) avec Lucebert (1924-1994) et Hugo Claus (1929-2008)) veut abandonner le lyrisme de l’époque de l’Entre-deux-guerres et s’inspire du dadaïsme, du surréalisme et de l’art primitif, brisant ainsi la barrière entre art et réalité.
En réaction, les années 1960 voient se développer un mouvement néo-réaliste affirmant que la réalité est en soi une forme d’art. 
Parmi les poètes associés à cette tendance se retrouvent K. Schippers (pseudonyme de Gerard Stigter, 1936- ) et J. Bernlef (pseudonyme de Hendrik Jan Marsman, 1937-2012). 
Les romanciers de cette période, comme Remco Campert (1929- ), Jan Wolkers (1925-2007) et Andreas Burnier (pseudonyme de Catharina Irma Dessaure, 1931-2002), se veulent libres de toute contrainte et critiques de leur société. 
Harry Mulisch (1927-2010),  pour sa part abandonne la fiction pour se concentrer sur des reportages forçant la réflexion. 
En Belgique, les romanciers expérimentent divers genres : Ward Ruyslinck (pseudonyme de Raymond Charles Marie De Belser, 1929-2014) écrit des romans satiriques et allégoriques ; Jef Geeraerts (1930-2015) plonge ses lecteurs dans le monde colonial qui disparait alors que Ivo Michiels (pseudonyme de Henri Paul René Ceuppens, 1923-2012) « dépersonnalise » le roman où l’on ne retrouve plus ni intrigue ni personnages ; Walter van den Broeck (1941- ) mélange autobiographie et histoire sociale.
Grâce à la prospérité économique et à un niveau plus élevé de scolarisation, la littérature rejoint dans les années 1970 un public plus large.
Nombre de journaux et de périodiques se dotent de suppléments littéraires. 
Aux Pays-Bas, si Reve, Hermans et Mulisch continuent à écrire dans un style réaliste, et que d’autres comme Gerrit Komrij retournent à des formes plus traditionnelles, un groupe de jeunes auteurs parmi lesquels Heere Heeresma (1932-2011), Peter Andrisse, Hans Pomp et George Kool  lancent le Manifest voor de jaren zeventig (litt : Manifeste pour les années 1970). 
D’autres se regroupent autour de la revue littéraire De Revisor, fondé en 1974 par Dirk Ayelt Kooiman (1946 - 1992) et Thomas Graftdijk (1949-1992). Ils comprennent Frans Kellendonk (1951-1990) et Doeschka Meijsing (1947-2012),.
Les années 1970 sont aussi marquées par une nouvelle vague d’auteures qui affirment la position et le rôle des femmes dans la société : Anja Meulenbelt (en) (De schaamte voorbij, 1976), Hannemieke Stamperius (Hannes Meinkema, En dan is er koffie, 1976), Margriet de Moor (Eerst grijs dan wit dan blauw, 1992). 
En même temps apparaissent de nouveaux magazines littéraires féminins comme Lover et Lust en Gratie.
Si les années 1970 ne suscitent guère de jeunes talents en Belgique, les années 1980 apprécient les débuts de plusieurs auteurs talentueux comme Leo Pleysier, Pol Hoste (en), Eriek Verpale, Eric de Kuyper et Monika van Paemel. 
Des revues littéraires comme Kreatief, Yank et De Brakke Hond ouvrent leurs portes à Kristien Hemmerechts, Patricia De Martelaere, Koen Peeters et Tom Lanoye. 
Leonard Nolens, Dirk van Bastelaere (nl) (1960-), Erik Spinoy (nl) et Peter Verhelst se font un nom en poésie .
L’année 1980 voit la publication de Rituelen (litt : Rituels) grâce auquel Cees Nooteboom atteint la célébrité. Auteur inclassable, ses ouvrages vont du roman philosophique à l’essai journalistique en passant par des chroniques de voyages et des poèmes.

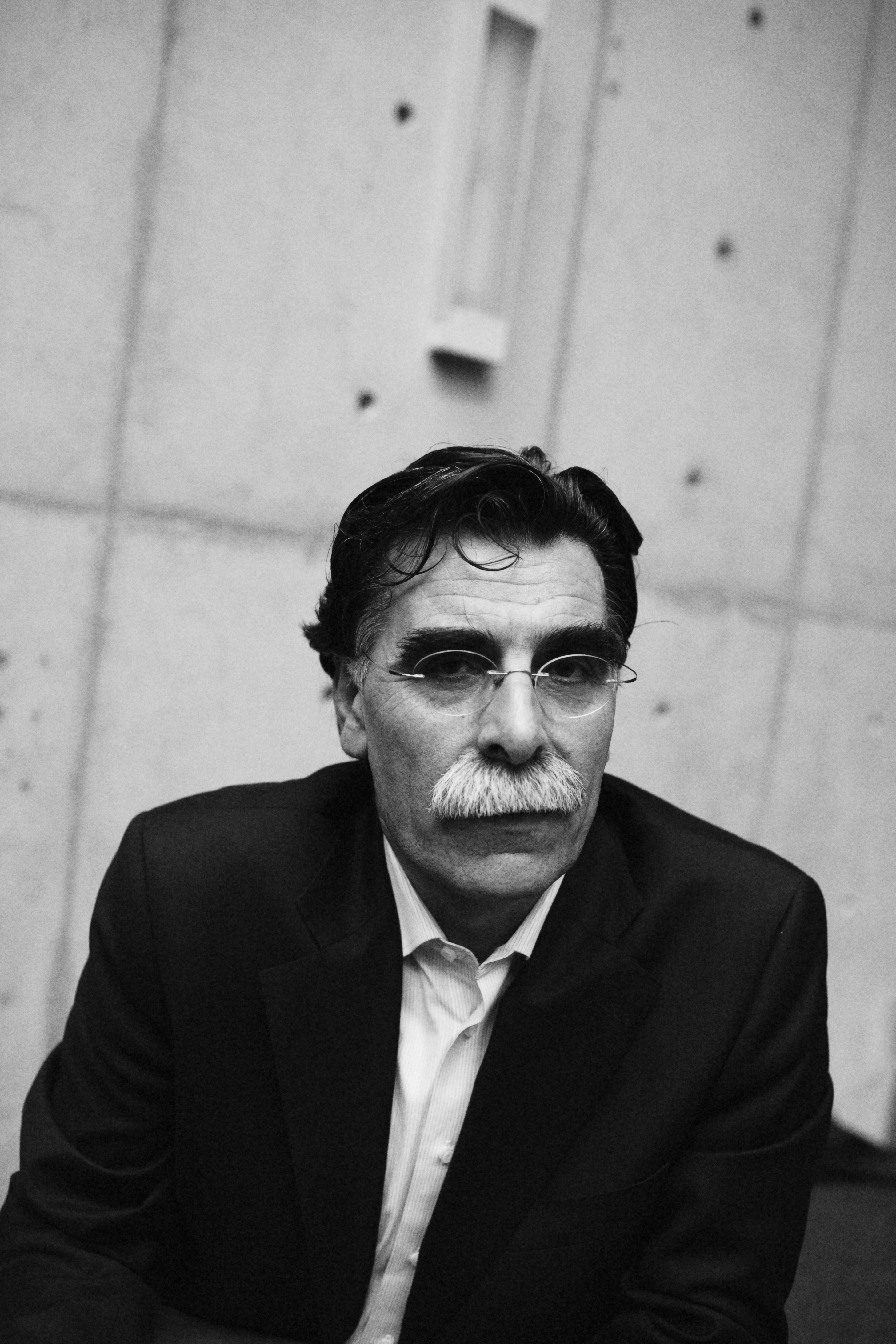
Kader Abdolah en 2008

Les années 1990 sont celles de la Generatie Nix (litt : La génération perdue) où de nombreux jeunes auteurs font leurs débuts : Ronald Giphart, Rob van Erkelens, Joris Moens, Hermine Landvreugd font du nihilisme leur thème principal et leur style « ultra-réaliste » s’adapte parfaitement à celui de la culture « pop ».
En cette fin de siècle, nombreux sont les auteurs écrivant en néerlandais qui ne sont pas nés en Europe et qui traitent de la difficulté de trouver leur identité dans une société qui leur est étrangère : Kader Abdolah qui a fui l’Iran des ayatollahs en 1985 ; Frank Martinus Arion, né à Curaçao, poète, écrivain et ardent défenseur de la langue, qui s’établit aux Pays-Bas en 1955, mais retourne vivre à Curaçao en 1981 où il fonde un institut se consacrant à la défense du papiamento ; Mustafa Stitou (nl), né au Maroc mais ayant émigré aux Pays-Bas très jeune dont les poèmes analysent les relations entre sa nouvelle identité et l’héritage marocain de son père.

## La littérature de l’an 2000
Bien qu’il soit encore tôt pour dégager des traits généraux de la littérature de ce début de siècle, quelques éléments deviennent évidents :
- Les romans des dernières années font une large place au monde extérieur : le terrorisme et les conflits locaux sont des thèmes à la mode ;
- Le narrateur et les personnages sont souvent difficiles à séparer. Ainsi, chez Arnon Grunberg, divers personnages, comme lui-même, vivent à New York, sont écrivains, etc.
- Il n’y a plus de frontière marquée entre les genres, comme la distinction entre fiction et réalité.
- Les textes dits « engagés » ne sont pas nécessairement moralisateurs : on peut trouver dans la même nouvelle des visions différentes d’un même évènement ou réalité, chacune décrite dans une perspective différente.
- Il arrive à certains auteurs de mélanger dans leurs propres œuvres des textes d’autres auteurs (citations d’auteurs anciens, chansons, articles de journaux) pour en faire une sorte de « collage » ou d’ « intertextualité ».
- Le récit linéaire chronologiquement cède la place à un récit où les retours dans le temps ou les souvenirs abondent et interrompent le récit.

En poésie, les règles de la versification sont mises à mal : 
- Pour le lecteur, les poèmes, à première vue, semblent inorganisés; cependant à un autre niveau ils ont une cohérence intérieure.
- Le texte représente un sujet : il est une « voix » en lui-même qui n’est pas nécessairement celle de l’auteur; en d’autres termes, le poème est autonome, mais doit représenter une utilisation plausible de la langue.
- Aucune image du monde ne peut être formée que la poésie rendrait apparente dans sa contemplation de la vie.
- Le poème a une “unité organique” et doit être jugé d’après son authenticité et son absence d’artifice (le poème comme source d’une connaissance particulière).

Quelques noms : Hannes Meinkema (1943-), Anja Meulenbelt (1945-), Andreas Burnier (1931-2002), Hermine De Graaf (1951), Tessa de Loo (1946-), Hannemieke Stamperius (1943-2022), etc.

## Postmodernisme
Relèveraient partiellement de cette appellation :
- Cees Nooteboom (1933-), Het lied van schijn en wezen (1981), In Nederland (1984), Het volgende verhaal (1991)
- Willem Brakman (1922-2008), De bekentenis van de heer K.
- Louis Ferron (1942-2005), De keisnijder van Fichtenwald, waarin Hermann Göring in dezelfde tijd voorkomt als Heinrich von Kleist (1777-1811)
- Harry Mulisch (1927-2010), Siegfried (2001)
- Johan Daisne (1912-1978)  Belgique
- Tommy Wieringa (1967-), Voici les noms (2012)
- Autres auteurs dont une partie de l'œuvre correspondrait à l'étiquette: Gerrit Krol, R.A. Basart, Menno van Beekum, Huub Beurskens, Hafid Bouazza, Willem Brakman, Désanne van Brederode, M. Februari, Kees 't Hart, Stefan Hertmans, Pol Hoste, Gijs IJlander, Atte Jongstra, Geerten Meijsing, Charlotte Mutsaers, Jeroen Olyslaegers, Koen Peeters, P.F. Thomése, Paul Verhaeghen, Peter Verhelst, Dirk van Weelden, Leon de Winter...
- Littérature néerlandaise dans le postmodernisme (nl)

## Théâtre
- Théâtre néerlandais, Théâtre néerlandais (rubriques)
- Dramaturges néerlandais
- Metteurs en scène néerlandais, Liste de metteurs en scène s
- Pièces de théâtre néerlandaises
- De Baptisten
- Formation :Académie de théâtre de Maastricht, Eerste Nederduytsche Academie, Académie de théâtre et de danse (De Theaterschool)
- Troupes : WZ, Boom Chicago, Close-Act Theatre, Toneelgroep Amsterdam, Tryater
- Salles de théâtre : Théâtre royal Carré Badhuistheater, De Balie, Circustheater, De Kleine Komedie, DeLaMar, Efteling Theater, Hollandsche Schouwburg, Isala Theater, Raveleijn, Royal Theater Heerlen, Schouwburg of Van Campen, Theater 't Speelhuis, Stadsschouwburg, Toneelschuur
- Festivals de théâtre : Holland Festival
- Récompenses de théâtre

## Institutions
- Livres aux Pays-Bas (en)
- Liste de bibliothèques aux Pays-Bas (en)
- Bibliothèques aux Pays-Bas, dont Bibliothèque royale (Pays-Bas)
- Musée Meermanno
- Maison des lettres (Anvers, Belgique)
- Chambres de rhétorique, sociétés littéraires, dont De Lelie et De Fonteine
- Semaine du livre néerlandais depuis 1932
- Festival Trans-frontières de La Haye (en) depuis 1993
- Prix littéraires aux Pays-Bas, dont Prix des lettres néerlandaises  mais aussi le belge Gouden Uil
  - Liste néerlandaise de prix littéraires néerlandais (nl)
- Revues néerlandaises
  - De Nieuwe Gids (1885-1943)
- Néerlandistique
- Comité international du Bouclier bleu
- Canon de la littérature néerlandaise (nl) (bibliothèque de base d'environ 1000 titres)
- Basic Library of Dutch Literature (en) (Basisbibliotheek), les 1000 œuvres essentielles de littérature néerlandaise/flamande
- Digitale Bibliotheek voor de Nederlandse Letteren, Bibliothèque numérique des lettres néerlandaises

## Listes d'auteurs
- Liste d'écrivains belges
- Liste d'écrivains néerlandais
  - Femmes de lettres néerlandaises
- Poésie : Liste de poètes de langue néerlandaise, Liste de poètes néerlandais
- Théâtre : Pièces de théâtre néerlandaises, Dramaturges néerlandais, Landjuweel
- Liste d'auteurs flamands
- Maatschappij der Nederlandse Letterkunde (en) (MNL), organisation néerlandaise d'écrivains
- Nil Volentibus Arduum, organisation néerlandaise d'écrivains au XVIIe siècle